# Тхеквондо на літніх Олімпійських іграх 2012 — до 57 кг (жінки)
Змагання з тхеквондо на XXX літніх Олімпійських іграх серед жінок у категорії до 57 кг пройшли 9 серпня 2012 року у спортивному залі ExCeL London.

## Медалі
| Золото                      | Срібло          | Бронза                                  |
| Джейд Джонс Велика Британія | Хоу Юйчжо Китай | Марлен Арнуа Франція Цзен Лічен Тайвань |

### Формат змагань
Переможці боїв попереднього раунду основної сітки виходять до чвертьфіналу; переможці чвертьфіналів виходять у півфінал; переможці півфіналів виходять у фінал, де розігрують золоту та срібну медаль. Переможені фіналістами спортсмени відповідно у попередньому раунді і у чвертьфіналах зустрычаються між собою у двох втішних поєдинках. Переможець втішного поєдинку зустрічається у боях за бронзову медаль з переможеним півфіналістом з іншої половини сітки. Вручаються дві бронзові медалі.

### Результати
Скорочення
- SUD— Правило миттєвої смерті
- PTG— Зупинено через велику різницю в рахунку

Основні змагання
|  | Попередній раунд            | Попередній раунд            | Попередній раунд |  |  | Чвертьфінал                 | Чвертьфінал                 | Чвертьфінал                 |    |                      | Півфінал                    | Півфінал                    | Півфінал |  |  | Фінал | Фінал | Фінал |
|  |                             |                             |                  |  |  |                             |                             |                             |    |                      |                             |                             |          |  |  |       |       |       |
|  | Цзен Лічен Тайвань          | Цзен Лічен Тайвань          | 4                |  |  |                             |                             |                             |    |                      |                             |                             |          |  |  |       |       |       |
|  | Рангсія Нісайсом Таїланд    | Рангсія Нісайсом Таїланд    | 1                |  |  | Цзен Лічен Тайвань          | Цзен Лічен Тайвань          | 5                           |    |                      |                             |                             |          |  |  |       |       |       |
|  | Нідія Муньос Куба           | Нідія Муньос Куба           | 2                |  |  | Андреа Паолі Ліван          | Андреа Паолі Ліван          | 2                           |    |                      |                             |                             |          |  |  |       |       |       |
|  | Андреа Паолі Ліван          | Андреа Паолі Ліван          | 4                |  |  |                             |                             |                             |    | Цзен Лічен Тайвань   | Цзен Лічен Тайвань          | 6                           |          |  |  |       |       |       |
|  | Ана Заніновіч Хорватія      | Ана Заніновіч Хорватія      | 11               |  |  |                             | Джейд Джонс Велика Британія | Джейд Джонс Велика Британія | 10 |                      |                             |                             |          |  |  |       |       |       |
|  | Маю Хамада Японія           | Маю Хамада Японія           | 14               |  |  | Маю Хамада Японія           | Маю Хамада Японія           | 3                           |    |                      |                             |                             |          |  |  |       |       |       |
|  | Драгана Гладовіч Сербія     | Драгана Гладовіч Сербія     | 1                |  |  | Джейд Джонс Велика Британія | Джейд Джонс Велика Британія | 13                          |    |                      |                             |                             |          |  |  |       |       |       |
|  | Джейд Джонс Велика Британія | Джейд Джонс Велика Британія | (PTG) 15         |  |  |                             |                             |                             |    |                      | Джейд Джонс Велика Британія | Джейд Джонс Велика Британія | 6        |  |  |       |       |       |
|  | Хедая Вахбі Єгипет          | Хедая Вахбі Єгипет          | 17               |  |  |                             | Хоу Юйчжо Китай             | Хоу Юйчжо Китай             | 4  |                      |                             |                             |          |  |  |       |       |       |
|  | Робін Чхон Нова Зеландія    | Робін Чхон Нова Зеландія    | 6                |  |  | Хедая Вахбі Єгипет          | Хедая Вахбі Єгипет          | 6                           |    |                      |                             |                             |          |  |  |       |       |       |
|  | Єні Контрерас Чилі          | Єні Контрерас Чилі          | 3                |  |  | Марлен Арнуа Франція        | Марлен Арнуа Франція        | 8                           |    |                      |                             |                             |          |  |  |       |       |       |
|  | Марлен Арнуа Франція        | Марлен Арнуа Франція        | 14               |  |  |                             |                             |                             |    | Марлен Арнуа Франція | Марлен Арнуа Франція        | 3                           |          |  |  |       |       |       |
|  | Бінета Дьєду Сенегал        | Бінета Дьєду Сенегал        | 6                |  |  |                             | Хоу Юйчжо Китай             | Хоу Юйчжо Китай             | 8  |                      |                             |                             |          |  |  |       |       |       |
|  | Суві Мікконен Фінляндія     | Суві Мікконен Фінляндія     | 9                |  |  | Суві Мікконен Фінляндія     | Суві Мікконен Фінляндія     | 2                           |    |                      |                             |                             |          |  |  |       |       |       |
|  | Діана Лопес США             | Діана Лопес США             | 0                |  |  | Хоу Юйчжо Китай             | Хоу Юйчжо Китай             | 7                           |    |                      |                             |                             |          |  |  |       |       |       |
|  | Хоу Юйчжо Китай             | Хоу Юйчжо Китай             | (SUD) 1          |  |  |                             |                             |                             |    |                      |                             |                             |          |  |  |       |       |       |

Втішні змагання
|  | Перший раунд            | Перший раунд            | Перший раунд |  |  | Матч за третє місце     | Матч за третє місце     | Матч за третє місце |
|  |                         |                         |              |  |  |                         |                         |                     |
|  |                         |                         |              |  |  | Маю Хамада Японія       | Маю Хамада Японія       | 8                   |
|  | Драгана Гладовіч Сербія | Драгана Гладовіч Сербія | 2            |  |  | Марлен Арнуа Франція    | Марлен Арнуа Франція    | 12                  |
|  | Маю Хамада Японія       | Маю Хамада Японія       | (PTG) 15     |  |  |                         |                         |                     |
|  |                         |                         |              |  |  |                         |                         |                     |
|  |                         |                         |              |  |  | Цзен Лічен Тайвань      | Цзен Лічен Тайвань      | (PTG) 14            |
|  | Діана Лопез США         | Діана Лопез США         | 4            |  |  | Суві Мікконен Фінляндія | Суві Мікконен Фінляндія | 2                   |
|  | Суві Мікконен Фінляндія | Суві Мікконен Фінляндія | 9            |  |  |                         |                         |                     |